# Приключения барона де Фенеста
«Приключения барона де Фенеста» (фр. Les Aventures du baron de Faeneste) — роман французского писателя Теодора Агриппы д’Обинье, опубликованный в 1617 (первые две книги), 1619 (третья книга) и 1630 (четвёртая книга) годах.

## Содержание
Роман написан в форме диалога. Главный герой, барон де Фенест, рассказывает о разных смешных и постыдных ситуациях, в которых ему случалось оказаться. Все эти истории формально не связаны между собой, но из них постепенно формируется портрет целой эпохи. Тип повествования периодически меняется: от обмена репликами герои могут переходить к длинным монологам, которые только иногда прерываются собеседниками. Остаётся не вполне ясным, дописал ли д’Обинье свой роман.
Исследователи видят в «Приключениях барона де Фенеста» влияние Рабле и Сервантеса.